# Miguel Najdorf

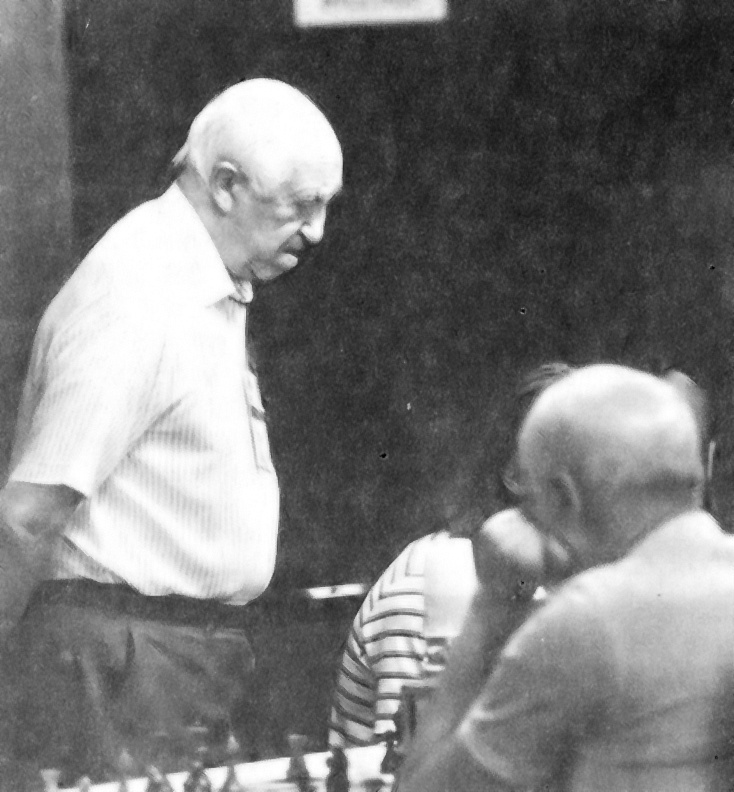
Najdorf, a l'Olimpíada de Manila, 1992

Miguel Najdorf (el seu nom polonès original era Mieczysław Najdorf); (Varsòvia, 15 d'abril de 1910 - Màlaga, 4 de juliol de 1997), va ser un jugador, escriptor, i teòric dels escacs argentí, d'origen polonès, que ostentà el títol de Gran Mestre des de 1950 (fou un dels 27 primers jugadors guardonats al món amb aquest títol de la FIDE). Fou un dels millors jugadors mundials durant els anys 1950, i va guanyar vuit cops el Campionat de l'Argentina, un dels països més forts en l'àmbit escaquístic mundial a mitjans del segle xx, a causa de la massiva presència de fortíssims jugadors exiliats de l'Europa central i de l'est a conseqüència de la II Guerra Mundial.

## Resultats destacats en competició
El març de 1941 fou segon al IV Torneig de Mar del Plata, mig punt per darrere de Gideon Stahlberg.
El 1953 participà en el Torneig de Candidats de Zuric, un dels torneigs més forts de la història, que serví per determinar l'aspirant al títol al Campionat del món de 1954, on hi fou 6è (el guanyador fou Vassili Smislov).
El 1970 empatà al cinquè lloc (amb Reshevsky i Gheorghiu al fort torneig de Buenos Aires (el campió fou Bobby Fischer).